# Szlovén labdarúgó-válogatott
A szlovén labdarúgó-válogatott Szlovénia nemzeti csapata, amelyet a szlovén labdarúgó-szövetség (Szlovénül: Nogometna zveza Slovenije) irányít. Első mérkőzésüket 1992-ben játszották, miután kiváltak Jugoszláviából. A 2000-es Európa-bajnokság volt az első rangos torna melyen szerepeltek,  részt vettek a 2002-es és a 2010-es világbajnokságon, valamint a 2024-es Európa-bajnokságon, ahol első alkalommal sikerült továbbjutniuk a csoportból.  

## A válogatott története

### A kezdetek
1991-ben Horvátország mellett Szlovénia is kinyilvánította függetlenségét Jugoszláviától. A nemzeti csapatot gyorsan megszervezték és új államként hamar felvételt nyertek a FIFA-ba és az UEFA-ba. Első mérkőzésüket 1992. június 3-án játszották Észtország ellen Tallinnban, amely 1–1-s döntetlennel végződött. Első győzelmüket szintén Észtország ellen szerezték 1993. április 7-én.
Az 1996-os Európa-bajnokság selejtezőiben mutatkoztak be először. Olaszországgal, Horvátországgal, Ukrajnával, Litvániával és Észtországgal kerültek egy csoportba. Észtországot oda-vissza legyőzték, Ukrajna ellen 3–2-s győzelmet szereztek. Három győzelem, két döntetlen és öt vereség mellett az ötödik helyen zártak. Az 1998-as világbajnokság selejtezőiben visszafogottabb teljesítményt nyújtottak. Mindössze egy pontot szereztek a Horvátország elleni idegenbeli 3–3 alkalmával.

### 2000-es évek
A 2000-es Európa-bajnokság selejtezői előtt a korábbi jugoszláv és szlovén válogatott labdarúgót Srečko Katanecet nevezték ki a szövetségi kapitány posztjára. A selejtezőkben Norvégia, Görögország, Lettország, Albánia és Grúzia voltak Szlovénia ellenfelei. Kiváló teljesítményt nyújtva a szlovénok a második helyen végeztek. A tizenkét góljukból nyolcat Zlatko Zahovič szerzett. A pótseljtezőben Ukrajnát kapták ellenfélnek. Az első mérkőzést 1999. november 13-án rendezték Ljubljanában, melyet a szlovénok 2–1-re megnyertek. A szlovénok részéről Zlatko Zahovič és Milenko Ačimovič, az ukránokéról Andrij Sevcsenko volt eredményes. A visszavágóra 1999. november 17-én került sor Kijevben. Az ukránok Szerhij Rebrov góljával szereztek vezetést, amit Miran Pavlin egyenlített ki. Az eredmény már nem változott és Szlovénia története során először jutott ki az Európa-bajnokságra.
A Európa-bajnokságon a C csoportba kerültek Spanyolország, Jugoszlávia és Norvégia mellé. Első mérkőzésükön Jugoszlávia ellen Zahovič és Pavlin góljaival már 3–0-ra is vezettek és amikor a portugál játékvezető Vítor Melo Pereira kiállította Siniša Mihajlovićot úgy nézett ki a szlovénok győzelme már nem kérdéses. Azonban a jugoszlávok mindössze hat perc alatt három gólt lőttek és kiegyenlítették az állást. A végeredmény 3–3 lett. Második csoportmérkőzésükön 2–1-s vereséget szenvedtek Spanyolország ellen. A szlovénok gólját Zahovič szerezte, amely a harmadik gólja volt. Az utolsó találkozójukon Norvégiával játszottak 0–0-s döntetlen, ami kevés volt a továbbjutáshoz.
A 2002-es világbajnokságon selejtezőiben Oroszországgal, Jugoszláviával, Svájccal, Feröerrel és Luxemburggal kerültek egy csoportba. Zahovič ismét kulcsszerepet játszott a szlovénok teljesítményében, négy gólja mellett több gólpasszt osztott ki. Ezzel pedig hozzájárult ahhoz, hogy Szlovénia ismét megszerezte a pótselejtezőt érő második helyet. A pótslejtezőben Románia ellen léptek pályára. A forgatókönyv kísértetiesen hasonlított az ukránok ellen játszott mérkőzésekre. Az első találkozóra Ljubljanában került és ismét a vendég csapat szerzett vezetést, de Milenko Ačimovič és Milan Osterc góljaival fordítottak a szlovénok és 2–1-s győzelemmel utazhattak a visszavágóra. Bukarestben az első félidő 0–0-val zárult, majd az 55. percben Mladen Rudonja vezetéshez juttatta a szlovénokat. Tíz perccel később Cosmin Contra révén a románok ugyan egyenlíteni tudtak, de az eredmény a hátralévő időben már nem változott. Szlovénia ezzel története első világbajnokságára készülhetett.
A világbajnokságon Spanyolország, Paraguay és a Dél-afrikai Köztársaság társaságában a C csoportban szerepeltek. Spanyolország ellen 3–1-s vereséggel kezdték a vb-t. A szlovénok gólját Sebastjan Cimirotič szerezte. A találkozó azonban nem csak erről maradt emlékezetes. A mérkőzés után az öltözőben Katanec és Zahovič között szóváltás alakult ki, aminek az lett a következménye, hogy a szlovénok legjobbját hazaküldték a vb-ről.  Második mérkőzésükön Dél-Afrikától kaptak ki 1–0-ra, így már két kör után eldőlt, hogy nem juthatnak tovább. Paraguay ellen harmadik vereségüket is elszenvedték. A 3–1-s mérkőzésen Milenko Ačimovič talált be a szlovénok részéről. A világbajnokság után Katanec távozott, helyét Bojan Prašnikar vette át a kapitányi poszton.
A 2004-es Eb selejtezőiben Franciaország, Izrael, Ciprus és Málta voltak Szlovénia ellenfelei. A selejtezők végén Franciaország mögött a második helyen zártak, így sorozatban harmadik pótselejtezőjükre készülhettek, ahol Horvátország várt rájuk. Az első mérkőzésen Zágrábban 1–1-es végeredmény született, ami az idegenben szerzett gól miatt a szlovénoknak kedvezett. Azonban a Ljubljanában rendezett visszavágón Dado Pršo góljával a horvátok szerezték meg a győzelmet és ezzel Horvátország 2–1-es összesítéssel jutott ki a Portugáliában rendezett 2004-es Európa-bajnokságra. A két mérkőzésen a szlovénok összesen egyszer lőttek kapura. Prašnikar a védekező taktikája miatt sok kritikát kapott a média és a szurkolók részéről, ezért nem volt meglepő, hogy távoznia kellett. Helyére Branko Oblakot nevezték ki.
A 2006-os világbajnokság selejtezőire a válogatott nagy része kicserélődött. Sokan lemondták a válogatottságot, vagy visszavonultak, így Oblaknak új csapatot kellett építenie. Ezért nem is volt meglepő, hogy két év alatt több, mint 40 játékost próbált ki. Olaszország, Norvégia, Skócia, Fehéroroszország és Moldova ellen léptek pályára a selejtezőkben. A Moldova elleni 3–0-s hazai siker és a Skóciában elért 0–0-s döntetlen után Olaszország hazai pályán 1–0-ra legyőzték. A jó kezdés ellenére a továbbiakban csak öt pontot gyűjtöttek, ami a negyedik helyre volt elég.
Oblak irányításával kezdték meg a 2008-as Európa-bajnokság selejtezőit is. A G csoportban szerepeltek Hollandia, Románia, Bulgária, Fehéroroszország, Albánia és Luxemburg társaságában. Bulgária ellen 3–0-s idegenbeli vereséggel kezdték a sorozatot. Ezt követően Luxemburgot ugyan 2–0-ra legyőzték, de a Fehéroroszországtól 4–2-re elszenvedett újabb vereség után Oblakot leváltották, a helyét Matjaž Kek vette át. Végül három győzelemmel, két döntetlennel és hét vereséggel a hatodik helyen végeztek.

### 2010-es világbajnokság

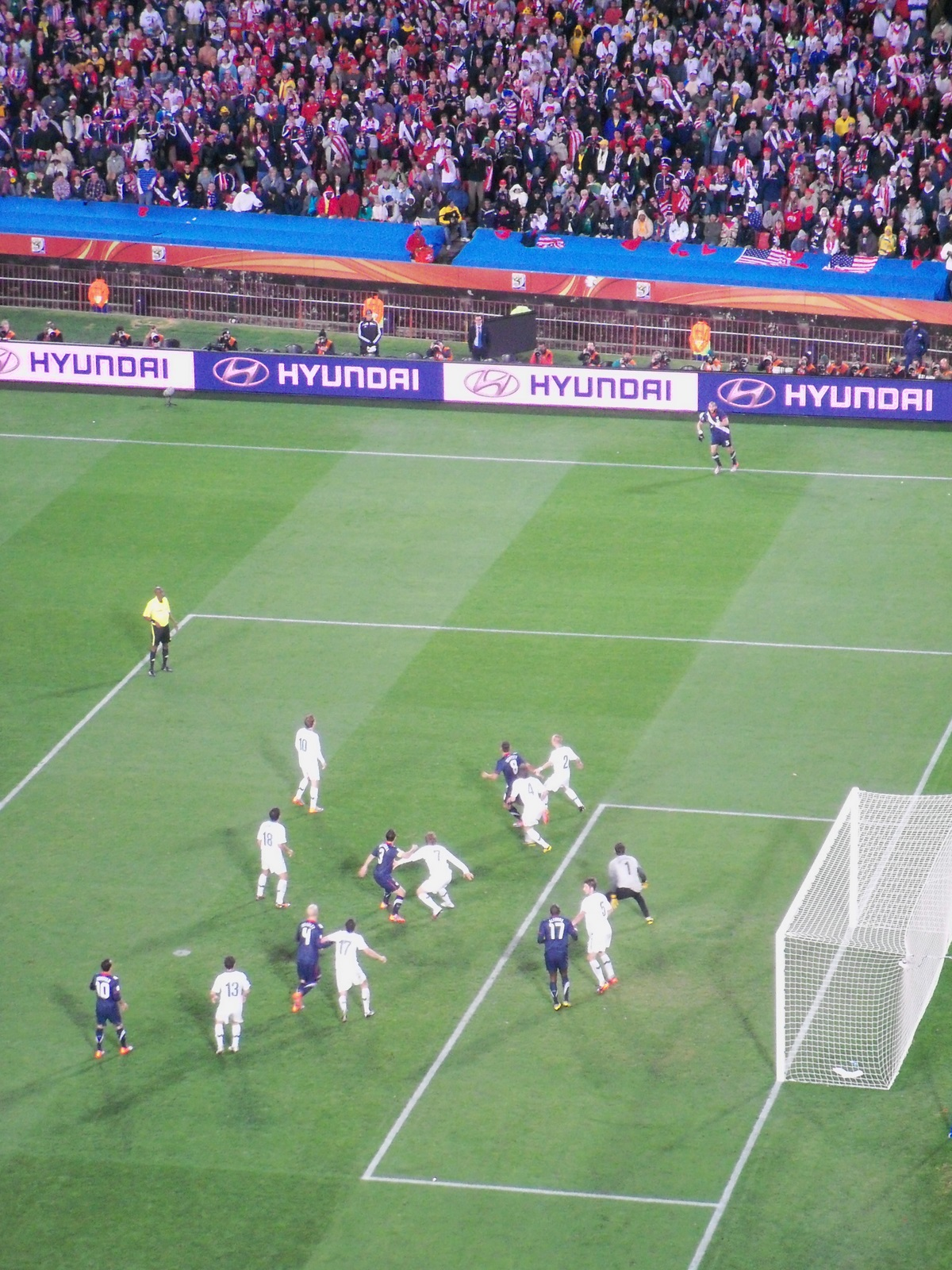
Szlovénia–Egyesült Államok mérkőzés a 2010-es világbajnokságon.

A 2010-es világbajnokság selejtezőiben a 3. csoportba kerültek Csehország, Észak-Írország, Lengyelország, Szlovákia és San Marino társaságában. Lengyelország ellen 1–1-es döntetlennel nyitottak, majd Szlovákiát 2–1-re, míg Északír-országot 2–0-ra verték hazai pályán. Csehországtól idegenben 1–0-ra kikaptak, ezután hazai pályán 0–0-s döntetlent játszottak a csehekkel. A következő mérkőzésükre Észak-Írországban, Belfastban, a Windsor Parkban került sor, ahol 1–0-s vereséget szenvedtek. Az utolsó négy selejtezőjüket megnyerték: San Marino-t otthon 5–0-ra, idegenben 3–0-ra, Lengyelországot odahaza 3–0-ra, Szlovákiát pedig idegenben verték 2–0-ra. A sorozat végén hat győzelemmel, két döntetlennel és két vereséggel a második helyen végeztek, ami pótselejtezőt ért. Oroszországot kapták ellenfélnek. Az első találkozót Moszkvában rendezték. Az oroszok jól játszva egészen a 88. percig 2–0-ra vezettek, de ekkor Nejc Pečnik révén a szlovénok szépíteni tudtak. A visszavágóra Mariborban került sor. A szlovénok fölényben játszottak, aminek az első félidő végén meglett az eredménye, ekkor Zlatko Dedič góljával megszerezték a vezetést. További gól már nem született, így 1–0-s szlovén győzelemmel ért véget a találkozó. Összesítésben 2–2-re végeztek a felek, de az idegenben szerzett gól miatt Szlovénia jutott ki a világbajnokságra.
A sorsolás után a C csoportba kerültek Anglia, Algéria és az Egyesült Államok mellé. Első mérkőzésükön Robert Koren góljával 1–0-ra legyőzték Algériát. Az Egyesült Államok ellen Valter Birsa és Zlatan Ljubijankič találataival a félidőben 2–0-ra vezettek a szlovének, de a vége 2–2 lett, miután Landon Donovan és Michael Bradley góljaival egyenlítettek az amerikaiak. utolsó mérkőzésükön 1–0-s vereséget szenvedtek Anglia ellen. Az USA a 92. percben szerzett góllal megverte Algériát és mindez azt jelentette, hogy Szlovénia nem jutott tovább.

### 2010-es évek
A 2012-es Európa-bajnokság selejtezőinek C csoportjában Olaszország, Szerbia, Észtország, Észak-Írország és Feröer társaságában szerepeltek. A 10 mérkőzésen 14 pontot szereztek, amivel a negyedik helyen zártak. A 2014-es világbajnokság selejtezőben egy csoportban szerepeltek Svájccal, Izlanddal, Norvégiával, Albániával és Ciprussal. Öt győzelemmel és öt vereséggel Svájc és Izland mögött a harmadik helyen végeztek. Az utolsó selejtezőjükön Svájcban szenvedtek 1–0-s vereséget, így lemaradtak a pótselejtezőről.
A 2016-os Európa-bajnokság selejtezőiben a harmadik helyen végeztek az E csoportban, ami pótselejtezős helynek számított. A sorozatot Észtország ellen kezdték egy idegenbeli 1–0-s vereséggel. Svájcot hazai pályán 1–0-ra, Litvániát idegenben verték 2–0-ra. Angliától 3–1-re kikaptak, ezt követően San Marino-t győzték le 6–0-ra. Anglia ellen odahaza is vereséget szenvedtek, ezúttal 3–2 arányban. Svájcban Milivoje Novaković és Boštjan Cesar góljaival már 2–0-ra vezettek, de az utolsó 10 percben és a hosszabbításban a svájciak megfordították a mérkőzés állását és végül megnyerték a mérkőzést. A maradék selejtezőkön – két hazai találkozón – előbb Észtországot 1–0-ra legyőzték, majd Litvániával 1–1-s döntetlent játszottak. San Marino-t idegenben verték 2–0-ra.
A pótselejtezőben Ukrajnával találkoztak. Az első mérkőzésre Lvivben került sor, amit az ukránok Andrij Jarmolenko és Jevhen Szeleznyov góljaival 2–0 arányban megnyertek, A maribori visszavágón Cesar megszerezte a vezetést Szlovénia számára. Ez azonban önmagában kevésnek bizonyult, ráadásul Jarmolenko a 97. percben kiegyenlített, így a találkozó 1–1-es döntetlennel zárult. 3–1-s összesítéssel Ukrajna jutott ki az Európa-bajnokságra.

### 2020-as évek
A 2024-es Európa-bajnokság selejtezőinek H csoportjában 22 ponttal a második helyezést érte el Dánia mögött, ezzel története során másodjára kijutott az Európa-bajnokságra. Az Európa-bajnokságon Dániával, Angliával és Szerbiával kerültek egy csoportba.

## Nemzetközi eredmények

### Világbajnokság
| Világbajnokság | Világbajnokság          | Világbajnokság          | Világbajnokság          | Világbajnokság          | Világbajnokság          | Világbajnokság          | Világbajnokság          | Világbajnokság          | Világbajnokság          | Selejtezők              | Selejtezők              | Selejtezők              | Selejtezők              | Selejtezők              | Selejtezők              | Selejtezők              |        |
| Év             | Eredmény                | H.                      | M                       | Gy                      | D                       | V                       | G+                      | G–                      | Keret                   | H.                      | M                       | Gy                      | D                       | V                       | G+                      | G–                      |        |
| -------------- | ----------------------- | ----------------------- | ----------------------- | ----------------------- | ----------------------- | ----------------------- | ----------------------- | ----------------------- | ----------------------- | ----------------------- | ----------------------- | ----------------------- | ----------------------- | ----------------------- | ----------------------- | ----------------------- | ------ |
| 1930–1990      | Jugoszlávia része volt. | Jugoszlávia része volt. | Jugoszlávia része volt. | Jugoszlávia része volt. | Jugoszlávia része volt. | Jugoszlávia része volt. | Jugoszlávia része volt. | Jugoszlávia része volt. | Jugoszlávia része volt. | Jugoszlávia része volt. | Jugoszlávia része volt. | Jugoszlávia része volt. | Jugoszlávia része volt. | Jugoszlávia része volt. | Jugoszlávia része volt. | Jugoszlávia része volt. |        |
| 1994           | nem indult              | nem indult              | nem indult              | nem indult              | nem indult              | nem indult              | nem indult              | nem indult              | nem indult              | nem indult              | nem indult              | nem indult              | nem indult              | nem indult              | nem indult              | nem indult              |        |
| 1998           | nem jutott ki           | nem jutott ki           | nem jutott ki           | nem jutott ki           | nem jutott ki           | nem jutott ki           | nem jutott ki           | nem jutott ki           | nem jutott ki           | 5.                      | 8                       | 0                       | 1                       | 7                       | 5                       | 20                      |        |
| 2002           | Csoportkör              | 30.                     | 3                       | 0                       | 0                       | 3                       | 2                       | 7                       | Keret                   | 2.                      | 10                      | 5                       | 5                       | 0                       | 17                      | 9                       |        |
| 2006           | nem jutott ki           | nem jutott ki           | nem jutott ki           | nem jutott ki           | nem jutott ki           | nem jutott ki           | nem jutott ki           | nem jutott ki           | nem jutott ki           | 4.                      | 10                      | 3                       | 3                       | 4                       | 10                      | 13                      |        |
| 2010           | Csoportkör              | 18.                     | 3                       | 1                       | 1                       | 1                       | 3                       | 3                       | Keret                   | 2.                      | 10                      | 6                       | 2                       | 2                       | 18                      | 4                       |        |
| 2014           | nem jutott ki           | nem jutott ki           | nem jutott ki           | nem jutott ki           | nem jutott ki           | nem jutott ki           | nem jutott ki           | nem jutott ki           | nem jutott ki           | 3.                      | 10                      | 5                       | 0                       | 5                       | 14                      | 11                      |        |
| 2018           | nem jutott ki           | nem jutott ki           | nem jutott ki           | nem jutott ki           | nem jutott ki           | nem jutott ki           | nem jutott ki           | nem jutott ki           | nem jutott ki           | 4.                      | 10                      | 4                       | 3                       | 3                       | 12                      | 7                       |        |
| 2022           | nem jutott ki           | nem jutott ki           | nem jutott ki           | nem jutott ki           | nem jutott ki           | nem jutott ki           | nem jutott ki           | nem jutott ki           | nem jutott ki           | 4.                      | 10                      | 4                       | 2                       | 4                       | 13                      | 12                      |        |
| 2026           | később                  | később                  | később                  | később                  | később                  | később                  | később                  | később                  | később                  | később                  | később                  | később                  | később                  | később                  | később                  | később                  | később |
| 2030           | később                  | később                  | később                  | később                  | később                  | később                  | később                  | később                  | később                  | később                  | később                  | később                  | később                  | később                  | később                  | később                  | később |
| 2034           | később                  | később                  | később                  | később                  | később                  | később                  | később                  | később                  | később                  | később                  | később                  | később                  | később                  | később                  | később                  | később                  | később |
| Összesen       |                         | 2/8                     | 6                       | 1                       | 1                       | 4                       | 5                       | 10                      | –                       | Összesen                | 68                      | 27                      | 16                      | 25                      | 89                      | 76                      |        |

### Európa-bajnokság
| Európa-bajnokság | Európa-bajnokság        | Európa-bajnokság        | Európa-bajnokság        | Európa-bajnokság        | Európa-bajnokság        | Európa-bajnokság        | Európa-bajnokság        | Európa-bajnokság        | Európa-bajnokság        | Selejtezők              | Selejtezők              | Selejtezők              | Selejtezők              | Selejtezők              | Selejtezők              | Selejtezők              |        |
| Év               | Eredmény                | H.                      | M                       | Gy                      | D                       | V                       | G+                      | G–                      | Keret                   | H.                      | M                       | Gy                      | D                       | V                       | G+                      | G–                      |        |
| ---------------- | ----------------------- | ----------------------- | ----------------------- | ----------------------- | ----------------------- | ----------------------- | ----------------------- | ----------------------- | ----------------------- | ----------------------- | ----------------------- | ----------------------- | ----------------------- | ----------------------- | ----------------------- | ----------------------- | ------ |
| 1960–1992        | Jugoszlávia része volt. | Jugoszlávia része volt. | Jugoszlávia része volt. | Jugoszlávia része volt. | Jugoszlávia része volt. | Jugoszlávia része volt. | Jugoszlávia része volt. | Jugoszlávia része volt. | Jugoszlávia része volt. | Jugoszlávia része volt. | Jugoszlávia része volt. | Jugoszlávia része volt. | Jugoszlávia része volt. | Jugoszlávia része volt. | Jugoszlávia része volt. | Jugoszlávia része volt. |        |
| 1996             | nem jutott ki           | nem jutott ki           | nem jutott ki           | nem jutott ki           | nem jutott ki           | nem jutott ki           | nem jutott ki           | nem jutott ki           | nem jutott ki           | 5.                      | 10                      | 3                       | 2                       | 5                       | 13                      | 13                      |        |
| 2000             | Csoportkör              | 13.                     | 3                       | 0                       | 2                       | 1                       | 4                       | 5                       | Keret                   | 2. (pótselejtező)       | 10                      | 5                       | 2                       | 3                       | 12                      | 14                      |        |
| 2004             | nem jutott ki           | nem jutott ki           | nem jutott ki           | nem jutott ki           | nem jutott ki           | nem jutott ki           | nem jutott ki           | nem jutott ki           | nem jutott ki           | 2. (pótselejtező)       | 8                       | 4                       | 2                       | 2                       | 15                      | 12                      |        |
| 2008             | nem jutott ki           | nem jutott ki           | nem jutott ki           | nem jutott ki           | nem jutott ki           | nem jutott ki           | nem jutott ki           | nem jutott ki           | nem jutott ki           | 6.                      | 12                      | 3                       | 2                       | 7                       | 9                       | 16                      |        |
| 2012             | nem jutott ki           | nem jutott ki           | nem jutott ki           | nem jutott ki           | nem jutott ki           | nem jutott ki           | nem jutott ki           | nem jutott ki           | nem jutott ki           | 4.                      | 10                      | 4                       | 2                       | 4                       | 11                      | 7                       |        |
| 2016             | nem jutott ki           | nem jutott ki           | nem jutott ki           | nem jutott ki           | nem jutott ki           | nem jutott ki           | nem jutott ki           | nem jutott ki           | nem jutott ki           | 3. (pótselejtező)       | 10                      | 5                       | 1                       | 4                       | 18                      | 11                      |        |
| 2020             | nem jutott ki           | nem jutott ki           | nem jutott ki           | nem jutott ki           | nem jutott ki           | nem jutott ki           | nem jutott ki           | nem jutott ki           | nem jutott ki           | 4.                      | 10                      | 4                       | 2                       | 4                       | 16                      | 11                      |        |
| 2024             | Nyolcaddöntő            | 11.                     | 4                       | 0                       | 4                       | 0                       | 2                       | 2                       | Keret                   | 2.                      | 10                      | 7                       | 1                       | 2                       | 20                      | 9                       |        |
| 2028             | később                  | később                  | később                  | később                  | később                  | később                  | később                  | később                  | később                  | később                  | később                  | később                  | később                  | később                  | később                  | később                  | később |
| 2032             | később                  | később                  | később                  | később                  | később                  | később                  | később                  | később                  | később                  | később                  | később                  | később                  | később                  | később                  | később                  | később                  | később |
| Összesen         |                         | 2/8                     | 7                       | 0                       | 6                       | 1                       | 6                       | 7                       | –                       | Összesen                | 80                      | 35                      | 14                      | 31                      | 114                     | 93                      |        |

### UEFA Nemzetek Ligája
| Csoportkör / Negyeddöntő / Osztályozó | Csoportkör / Negyeddöntő / Osztályozó | Csoportkör / Negyeddöntő / Osztályozó | Csoportkör / Negyeddöntő / Osztályozó | Csoportkör / Negyeddöntő / Osztályozó | Csoportkör / Negyeddöntő / Osztályozó | Csoportkör / Negyeddöntő / Osztályozó | Csoportkör / Negyeddöntő / Osztályozó | Csoportkör / Negyeddöntő / Osztályozó | Csoportkör / Negyeddöntő / Osztályozó | Csoportkör / Negyeddöntő / Osztályozó | Csoportkör / Negyeddöntő / Osztályozó | Egyenes kieséses szakasz | Egyenes kieséses szakasz | Egyenes kieséses szakasz | Egyenes kieséses szakasz | Egyenes kieséses szakasz | Egyenes kieséses szakasz | Egyenes kieséses szakasz | Egyenes kieséses szakasz | Egyenes kieséses szakasz |
| Szezon                                | Liga                                  | Csoport                               | H                                     | M                                     | Gy                                    | D                                     | V                                     | G+                                    | G–                                    | Feljutás/kiesés                       | Helyezés                              | Év                       | Eredmény                 | M                        | Gy                       | D                        | V                        | G+                       | G–                       | Keret                    |
| ------------------------------------- | ------------------------------------- | ------------------------------------- | ------------------------------------- | ------------------------------------- | ------------------------------------- | ------------------------------------- | ------------------------------------- | ------------------------------------- | ------------------------------------- | ------------------------------------- | ------------------------------------- | ------------------------ | ------------------------ | ------------------------ | ------------------------ | ------------------------ | ------------------------ | ------------------------ | ------------------------ | ------------------------ |
| 2018–19                               | C                                     | 3.                                    | 4.                                    | 6                                     | 0                                     | 3                                     | 3                                     | 5                                     | 8                                     | (formátumváltozás)                    | 38.                                   | 2019                     | nem jutott be            | nem jutott be            | nem jutott be            | nem jutott be            | nem jutott be            | nem jutott be            | nem jutott be            | nem jutott be            |
| 2020–21                               | C                                     | 3.                                    | 1.                                    | 6                                     | 4                                     | 2                                     | 0                                     | 8                                     | 1                                     | Növekedés                             | 33.                                   | 2021                     | nem jutott be            | nem jutott be            | nem jutott be            | nem jutott be            | nem jutott be            | nem jutott be            | nem jutott be            | nem jutott be            |
| 2022–23                               | B                                     | 4.                                    | 3.                                    | 6                                     | 1                                     | 3                                     | 2                                     | 6                                     | 10                                    | Állandó                               | 25.                                   | 2023                     | nem jutott be            | nem jutott be            | nem jutott be            | nem jutott be            | nem jutott be            | nem jutott be            | nem jutott be            | nem jutott be            |
| 2024–25                               | B                                     | 3.                                    | 3.                                    | 8                                     | 3                                     | 3                                     | 2                                     | 8                                     | 9                                     | Állandó                               | 25.                                   | 2025                     | nem jutott be            | nem jutott be            | nem jutott be            | nem jutott be            | nem jutott be            | nem jutott be            | nem jutott be            | nem jutott be            |
| 2026–27                               | B                                     |                                       |                                       |                                       |                                       |                                       |                                       |                                       |                                       |                                       |                                       | 2027                     | nem jutott be            | nem jutott be            | nem jutott be            | nem jutott be            | nem jutott be            | nem jutott be            | nem jutott be            | nem jutott be            |
| Összesen                              | Összesen                              | Összesen                              | Összesen                              | 26                                    | 8                                     | 11                                    | 7                                     | 27                                    | 28                                    |                                       |                                       |                          | 0/5                      | –                        | –                        | –                        | –                        | –                        | –                        |                          |

## Játékosok

### Keret
A válogatott kerete a március 24-i  Horvátország, a március 27-i  Oroszország, valamint a március 30-i  Ciprus elleni labdarúgó-világbajnokság-selejtező mérkőzésekre.
2021. március 24-i  Horvátország elleni mérkőzés után lett frissítve.
*Sérülés / betegség miatt nem áll a csapat rendelkezésére.
| Szám          | Poszt       | Név                  | Születési dátum (kor)          | Válogatottság | Gólok   | Klub                     |
| Kapusok       | Kapusok     | Kapusok              | Kapusok                        | Kapusok       | Kapusok | Kapusok                  |
| ------------- | ----------- | -------------------- | ------------------------------ | ------------- | ------- | ------------------------ |
| 1             | kapus       | Jan Oblak            | 1993. január 7. (32 éves)      | 35            | 0       | Atlético de Madrid       |
| 12            | kapus       | Vid Belec            | 1990. június 6. (35 éves)      | 16            | 0       | Salernitana Calcio 1919  |
| 16            | kapus       | Žiga Frelih          | 1998. február 6. (27 éves)     | 0             | 0       | NK Olimpija Ljubljana    |
| Védők         |             |                      |                                |               |         |                          |
| 2             | hátvéd      | Nejc Skubic          | 1989. június 13. (36 éves)     | 21            | 1       | Konyaspor                |
| 3             | hátvéd      | Jure Balkovec        | 1994. szeptember 9. (30 éves)  | 14            | 0       | Fatih Karagümrük         |
| 4             | hátvéd      | Miha Blažič          | 1993. május 8. (32 éves)       | 13            | 0       | Ferencvárosi TC          |
| 13            | hátvéd      | Bojan Jokić          | 1986. május 17. (39 éves)      | 100           | 1       | FK Ufa                   |
| 17            | hátvéd      | Miha Mevlja          | 1990. június 12. (35 éves)     | 36            | 1       | PFK Szocsi               |
| 20            | hátvéd      | Petar Stojanović     | 1995. október 7. (29 éves)     | 22            | 0       | GNK Dinamo Zagreb        |
| 23            | hátvéd      | Kenan Bajrić         | 1994. december 20. (30 éves)   | 3             | 0       | ŠK Slovan Bratislava     |
| -             | hátvéd      | Mario Jurčević*      | 1995. június 1. (30 éves)      | 2             | 0       | NK Osijek                |
| Középpályások |             |                      |                                |               |         |                          |
| 5             | középpályás | Nino Kouter          | 1993. december 19. (31 éves)   | 4             | 0       | ND Mura 05               |
| 6             | középpályás | Jaka Bijol           | 1999. február 5. (26 éves)     | 15            | 0       | Hannover 96 (kölcsönben) |
| 8             | középpályás | Sandi Lovrić         | 1998. március 28. (27 éves)    | 7             | 2       | FC Lugano                |
| 10            | középpályás | Miha Zajc            | 1994. július 1. (31 éves)      | 23            | 5       | Genoa CFC (kölcsönben)   |
| 14            | középpályás | Jasmin Kurtić        | 1989. január 10. (36 éves)     | 66            | 2       | SSD Parma Calcio 1913    |
| 18            | középpályás | Jon Gorenc Stanković | 1996. január 14. (29 éves)     | 1             | 0       | SK Sturm Graz            |
| 21            | középpályás | Domen Crnigoj        | 1995. november 18. (29 éves)   | 14            | 2       | Venezia FC               |
| 22            | középpályás | Amedej Vetrih        | 1990. szeptember 16. (34 éves) | 13            | 0       | Gaziantepspor            |
| Támadók       |             |                      |                                |               |         |                          |
| 7             | csatár      | Josip Iličić         | 1988. január 29. (37 éves)     | 69            | 10      | Atalanta BC              |
| 9             | csatár      | Andraz Sporar        | 1994. február 27. (31 éves)    | 27            | 2       | SC Braga (kölcsönben)    |
| 11            | csatár      | Blaz Kramer          | 1986. június 1. (39 éves)      | 4             | 0       | FC Zürich                |
| 15            | csatár      | Damjan Bohar         | 1991. október 18. (33 éves)    | 12            | 1       | NK Osijek                |
| 19            | csatár      | Luka Zahović         | 1995. november 15. (29 éves)   | 3             | 0       | MKS Pogoń Szczecin       |
| -             | csatár      | Haris Vučkić*        | 1992. augusztus 21. (32 éves)  | 10            | 5       | Real Zaragoza            |

## Mezek a válogatott története során
A szlovén labdarúgó-válogatott hagyományos szerelése fehér mez, fehér nadrág és fehér sportszár. A váltómez leggyakrabban zöld mezből, zöld nadrágból és zöld sportszárból áll. A zöldet rövid időre felváltotta a kék színű idegenbeli mez. Jelenleg az első számú mezük világoskék.
Hazai
| 1992 | 1994–1995 | 1996-1998 | 2000-es Eb | 2002-es vb | 2005 | 2008 | 2010-es vb | 2012 | 2014 |  |

Idegenbeli
| 2000-es Eb | 2002-es vb | 2005 | 2008 | 2010-es vb | 2012 | 2014 |  |

## Válogatottsági rekordok
Az adatok 2021. március 27. állapotoknak felelnek meg.
- A még aktív játékosok félkövérrel vannak megjelölve.

### Legtöbbször pályára lépett játékosok

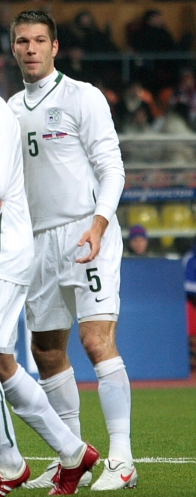
Boštjan Cesar a válogatottsági rekorder 101 mérkőzéssel.

| #  | Játékos            | Időszak   | Vál. | Gól |
| -- | ------------------ | --------- | ---- | --- |
| 1  | Boštjan Cesar      | 2003–2020 | 101  | 10  |
| 2  | Bojan Jokić        | 2006–     | 100  | 1   |
| 3  | Valter Birsa       | 2005–     | 86   | 7   |
| 4  | Zlatko Zahovič     | 1992–2004 | 82   | 36  |
| 5  | Samir Handanovič   | 2004–     | 81   | 0   |
| 6  | Milivoje Novakovič | 2006–2017 | 80   | 32  |
| 7  | Mišo Brečko        | 2004–2015 | 77   | 0   |
| 8  | Aleš Čeh           | 1992–2002 | 75   | 1   |
| 9  | Milenko Ačimovič   | 1998–2007 | 74   | 13  |
| 10 | Džoni Novak        | 1992–2002 | 73   | 3   |

### Legtöbb gólt szerző játékosok
| #  | Játékos            | Időszak   | Vál. | Gól |
| -- | ------------------ | --------- | ---- | --- |
| 1  | Zlatko Zahovič     | 1992–2004 | 80   | 36  |
| 2  | Milivoje Novakovič | 2006–2017 | 80   | 32  |
| 3  | Sašo Udovič        | 1993–2000 | 44   | 16  |
| 4  | Ermin Šiljak       | 1994–2005 | 48   | 14  |
| 5  | Milenko Ačimovič   | 1998–2007 | 74   | 13  |
| 6  | Tim Matavž         | 2009–     | 39   | 11  |
| 7  | Primož Gliha       | 1992–1998 | 28   | 10  |
| 7  | Boštjan Cesar      | 2003–2020 | 101  | 10  |
| 7  | Josip Iličić       | 2010–     | 69   | 10  |
| 10 | Zlatko Dedič       | 2004–     | 48   | 8   |
| 10 | Milan Osterc       | 1997–2002 | 44   | 8   |

### Ismert játékosok
- Srečko Katanec
- Aleksander Knavs
- Branko Oblak
- Ermin Šiljak
- Miran Pavlin
- Sašo Udovič
- Zlatko Zahovič
- Samir Handanovič
- Boštjan Cesar
- Milivoje Novakovič
- Bojan Jokić
- Jan Oblak
- Josip Iličić